# Chronologie de Smallville

Logo de la série.

Chronologie dans la série télévisée Smallville.

## XVIesiècle
- 1502 : Un ancêtre de Kal-El vient sur Terre avec plusieurs roches de la planète Krypton. Il tombe amoureux d'une femme des États-Unis qui provient de la tribu des Kawatche. Cette prophétie Kryptonienne est forgée dans les grottes Kawatche. Il promet que son descendant, « Naman » (Kal-El), reviendrait pour tous les protéger. Il a ensuite caché les trois pierres du pouvoir dans le monde dans le but que son descendant les trouve, afin d'obtenir les connaissances de l'univers.

## XVIIesiècle
- 1604 : En France, la comtesse Margareth Isabelle Thoreaux et ses deux camarades Madelyn Hibbins et Brianna Withridge sont brûlées sur le bûcher pour avoir pratiqué la sorcellerie.

## XVIIIesiècle
- 1775 : Le Daily Planet (un quotidien et le plus grand journal de Metropolis) ouvre ses portes.

## XIXesiècle
- 1840 : Ezra Small, l'ancêtre biologique de Lana Lang établit un poste au Kansas. Dès lors, des huttes sont construites, et la ville « Smallville » est fondée.
- 1861 - 1865 : Un grand nombre des habitants de Smallville luttent durant la guerre de Sécession ou aident avec l'Underground Railroad.

## XXesiècle
- 1907 : Le scientifique kryptonien Dax-Ur crée le cerveau InterActive Construire (Brainiac), mais quand il apprend qu'il a le pouvoir de détruire des planètes, il voyage vers la Terre, utilise la kryptonite bleue et perd ses pouvoirs, et vit comme un homme ordinaire. Son bouclier se perd et se retrouve dans une capsule temporelle.
- 1935 : Naissance de Jor-El sur Krypton.
- 1938 : La famille des Lang s'installe à Smallville[1].
- 1944 : Naissance de Lionel Luthor.
- 1951 : Naissance de Lillian Luthor[2].
- 1957 : Naissance de Lewis Lang[3].
- 1959 : Naissance de Laura Lang[3].
- 15-17 juin 1961 : À 26 ans, Jor-El vient sur Terre pour y cacher un objet kryptonien. De façon inattendue, il tombe amoureux de Louise McCallum. Louise est tuée par Lachlan Luthor et Jor-El devient le principal suspect dans sa mort. Jor-El se réfugie chez Hiram Kent qui l'aide à s'échapper. Peu de temps après, il retourne sur Krypton.
- 1961 : Naissance de Jonathan Kent.
- 1963 : Lionel Luthor accepte un arrangement avec Morgan Edge pour tuer ses parents et gagner ainsi tout leur argent.
- 1967 : Naissance de Kara sur Krypton.
- 1980 : Jonathan Kent est diplômé de Smallville High.
- décembre 1980 : Hiram Kent meurt.
- 1980 : Naissances de Lex Luthor et Oliver Queen.
- 1985 : Naissance de Lucas Luthor. Adopté par Rachel Dunlevy il finit dans un pensionnat.
- 1986 : Lara-El visite la ferme des Kent sur Terre. Sa nièce, Kara, arrive et apprend que Jor-El et Lara attendent un enfant. Kara propose « Kal-El ». Zor-El trouve Kara et Lara et révèle qu'il est près de Jor-El et obtenir l'ADN de Lara pour en créer des clones, il efface ensuite la mémoire de Kara pour qu'elle ne se souvienne de rien.
- 1987 : Naissance de Kal-El sur Krypton.
- 1987 : Krypton est détruit par Zod et ses complices. Le cerveau Inter Active : Brainiac ne révèle pas aux membres du conseil la destruction de la planète. Avant que la planète explose, Jor-El et Lara placent leur fils Kal-El, à l'intérieur d'un vaisseau spatial pour l'envoyer sur Terre, dans le but d'être adopté par les Kent. Zor-El met sa fille Kara à l'intérieur d'un vaisseau spatial et l'envoie vers la même destination. Brainiac quant à lui, il fuit Krypton pour avoir de nouvelles instructions afin de venir sur Terre, pour libérer Zod. Le Brainiac du futur veut changer l'histoire de Kal-El, en le tuant avant son départ.
- 1987 : Naissances de Lana Lang et Chloé Sullivan.
- 1987 : Lionel Luthor, les Teagues, les Queens et Bridget Crosby se réunissent autour de Virgil Swann pour former la société secrète Veritas afin de protéger le futur voyageur de son arrivée sur Terre. Lionel, voulant plus de pouvoir, réussit à former un pouvoir pour contrôler le voyageur. Robert Queen et Edward Teague assurent sa sécurité.
- 14 octobre 1989 : Les parents d'Oliver Queen meurent dans un accident d'avion, saboté par Lionel Luthor pour récupérer une des clés, accédant au pouvoir de contrôler Clark.
- 16 octobre 1989 : Une pluie de météorites s'abat sur Smallville. Kal-El arrive sur Terre et est récupéré par Jonathan et Martha Kent[4]. Kara arrive sur Terre, mais elle reste endormie pendant dix-huit ans car son vaisseau n'arrive pas à s'ouvrir sans pour autant qu'elle s'en rende compte. Lewis et Laura Lang sont tués lors de la pluie de météorites[4]. Lionel trouve un garçon dans le champ de maïs. Croyant qu'il est le voyageur, il l'installe dans son manoir. Lionel finit par comprendre qu'il s'est trompé et décide de l'abandonner : ce garçon n'est autre que Davis Bloome, alias Doomsday.
- novembre 1989 : Clark affiche ses super-forces pour la première fois en levant un vieux lit en chêne au-dessus de la tête de Jonathan. À partir de cet instant les Kent choisiront de ne pas laisser le père de Martha, William Clark, s'impliquer dans la vie de Clark, pour éviter qu'il voit Clark utiliser ses pouvoirs.
- 1990 : Lex assiste aux cours de l'Académie Excelsior.
- 1991 : L'épouse de Sam Lane meurt, laissant derrière elle deux filles : Lois et Lucy.
- 1992 : Naissance de Julian Luthor. Le jour de son baptême, Julian est tué par sa mère, Lillian. Lex garde le secret et s'accuse du meurtre pour protéger sa mère de son père impitoyable. Après cela, il deviendra le seul héritier des Luthor. Cet événement va marquer Lex pour le reste de sa vie.
- 1993 : Mort de Lillian Luthor[2]. Au pensionnat, Lex passe son temps à rechercher les soins médicaux les plus avancés pour sauver sa mère. C'est au pensionnat qu'il apprend la mort de sa mère.
- 1993 : Clark a une de ses premières expériences avec la super-vitesse. Il se perd dans les bois.
- 1995 : Moira Sullivan quitte volontairement sa famille et va dans une institution psychiatrique.
- 1996 : Lex Luthor et Oliver Queen fréquentent le même pensionnat. L'intimidation d'Oliver mène Lex vers le premier véritable aperçu de son obscurité. Il frappe son meilleur ami Duncan Allenmeyer à mort pour gagner l'amitié d'Oliver. Lex, Oliver et ses amis deviennent responsables de la mort de Duncan.
- 1996 : À 10 ans, lors d'un voyage à Metropolis avec sa tante, Lana Lang aperçoit Lex avec une fille dans une piscine[5].
- 1996 : Emily Dinsmore tombe d'un pont et se noie alors qu'elle a 10 ans. Lana la voit mourir avec horreur
- 1998 : Oliver et Lex sont diplômés. Oliver s'échoue sur une île déserte pendant des mois après que son équipage lui vole son bateau.
- 1999 : À 19 ans, Lex provoque une confrontation dans la boîte de nuit « Club Zero » entre son premier vrai amour, Amanda Rothman et son fiancé Jude Royce. Ébranlée et en colère, elle annule ses fiançailles. Furieux, Jude attaque Lex et le blesse d'un coup de couteau. Le vigile qui tente de les protéger, perd son arme qui est ramassée par Amanda. Celle-ci fait feu et abat Jude. Pour la protéger, Lex endosse la responsabilité de la mort de son ami. L'inspecteur de police Sam Phelan, habitué à travailler avec Lionel Luthor, étouffe l'affaire en échange d'un gros paiement[6].

## XXIesiècle

### Saison 1
- 2000 : Amanda Rothman se suicide[6].
- 2000 : Gabe et Chloé Sullivan viennent habiter Smallville où Chloé commence sa nouvelle année d'études à l'automne avec Clark Kent et Pete Ross.
- octobre 2001 : Lex Luthor réussit brillamment ses études et reprend à 21 ans l'entreprise familiale à Smallville. Peu de temps après le début de sa première année, Clark sauve Lex d'une mort certaine[4]. Jonathan révèle à Clark qu'il est un extraterrestre[4].
- Automne 2001 : Clark développe la vision à rayons X et l'utilise afin de démasquer Tina Greer qui a la capacité de prendre l'apparence de n'importe qui[3].
- mai 2002 : Whitney Fordman, le petit ami de Lana Lang, quitte Smallville pour s’enrôler dans les Marines. Clark se rend au bal de promo avec Chloé mais Roger Nixon, journaliste à l'Inquisiteur a découvert son secret et menace de tout dévoiler. Au même moment Smallville est frappé par trois tornades[7].

### Saison 2
- mai 2002 : Après le passage des tornades, Jonathan Kent et Nixon sont portés disparus ; Lana, emportée par une tornade et sauvée par Clark, se pose des questions sur son ami ; le vaisseau spatial de Clark, caché dans la grange des Kent, s'envole et disparaît ; et Lionel Luthor est gravement blessé et devient aveugle. Lex aide Clark à retrouver son père, il finit par tuer Nixon qui tentait de tuer Jonathan[8].
- Été 2002 : Chloé gagne un stage au Daily Planet[9] et rencontre Jimmy Olsen.
- Automne 2002 : Alors qu'une vague de chaleur frappe la région, Clark développe la vision thermique[10]. Pete découvre le vaisseau de Clark en aidant une victime d'accident ; il en informe Clark pour qu'il l'aide à le cacher. Celui-ci dévoile alors à Pete sa véritable nature[11] et découvre des indices sur ses origines ; il découvre également la grotte Kawatche. Lana Lang déménage chez Chloé après que sa tante quitte Smallville et apprend qu'Henry Small est son père biologique. Lex rencontre Helen Bryce. Martha Kent apprend qu'elle est enceinte mais garde le secret.
- Hiver 2002/début 2003 : Lana apprend la mort de Whitney. Lex découvre que son demi-frère Lucas est toujours vivant. Martha et Clark deviennent très malades à cause d'une toxine Kryptonienne ; la grossesse de Martha est découverte. Clark apprend à lire le Kryptonien quand il met la clé dans les grottes Kawatche et rencontre le Dr Virgil Swann qui lui révèle qu'un message venu des étoiles a été détecté par un de ses satellites, Clark découvre que ça vient de ses vrais parents. Veritas est dissout, à la suite des promesses faites par Swann, pour cacher son identité.
- Printemps 2003 : Clark et Lana sortent ensemble. Lionel Luthor fait à Chloé une offre pour enquêter sur Clark. Clark détruit son vaisseau spatial. Cela produit une explosion et Martha fait une fausse couche. Pour le bien de sa famille, Clark s'enfuit a Metropolis pendant 3 mois. Lex et Helen se marient, et lors du voyage de noces il se réveille tout seul dans l'avion qui va s'échouer sur une île déserte. Chloé accepte l'offre de Lionel.

### Saison 3
- Été 2003 : Clark vit à Metropolis sous le nom de Kal. Chloé est stagiaire du Daily Planet et découvre l'appartement de Clark après l'avoir suivi à partir d'une boite de nuit.
- Automne 2003 : Clark revient à Smallville. Lex est sauvé et revient à Smallville également, il découvre que c'est Helen qui a tenté de l’assassiner.
- Hiver 2003 / 2004 : Clark devenu aveugle par ses propres pouvoirs développe la super-ouïe et l'utilise pour sauver Pete. Lex est drogué par Lionel après avoir eu la vidéo qui prouve que c'était lui qui avait tué ses parents, tue Morgan Edge, et est placé à Belle Reve pour un mois. Lana est piétinée par un cheval et rencontre Adam Knight lors de sa rééducation et finit par découvrir qu'Adam la surveille, Lionel le tue après qu'il a su que son espion éprouve des sentiments pour Lana.
- Au début du printemps 2004 : l'agent du FBI, Frank Loder enlève et torture Pete pour essayer de le forcer à révéler le secret de Clark. Pete quitte Smallville et déménage à Wichita avec sa mère laissant son père à Smallville.
- Fin du printemps 2004 : Lionel est arrêté pour le meurtre de ses parents, il se voit refuser la libération sous caution et envoyé en prison. Clark et Chloé témoignent contre lui, et il est reconnu coupable. La maison de Chloé a explosé avec Chloé et son père à l'intérieur. Lana quitte Smallville pour aller à Paris. Lex est empoisonné. Jor-El met Clark dans une poche de dimension et le reprogramme en Kal-El pour accomplir sa mission. Il met également Jonathan dans le coma.

### Saison 4
- Été 2004 : Clark est porté disparu, Chloé et son père sont présumés morts, et Jonathan se trouve dans le coma. Lana rencontre Jason Teague à Paris et devient possédée par une sorcière du XVIIe siècle . Lionel est reconnu coupable du meurtre et reste en prison. Lois Lane vient à Smallville pour enquêter sur la mort de Chloé. Lex trouve une des trois pierres du savoir en Égypte, et Kal-El la récupère dans son avion et la met dans la grotte Kawatche. Kal-El est détruit par Martha, Clark réapparaît et Jonathan se réveille. Clark rencontre Lois Lane pour la première fois et ils retrouvent Chloé.
- Hiver 2004/ 2005 : Lionel devient gentil après avoir été dans le corps de Clark et est libéré de prison grâce à Genevieve, la mère de Jason. Clark et Alicia Baker se marient, Alicia montre à Chloé les pouvoirs de Clark et est tuée par Tim Westcott. Virgil Swan meurt. Clark, Lana, Jason, et Lex vont en Chine pour trouver le Cristal de l'Air. Lana revient à Smallville et emménage au Talon.Lois emménage chez les Kent.
- Fin du printemps 2005 : Clark, Lana, Chloé sont diplômés de Smallville High School. Une deuxième pluie de météorite s'abat sur Smallville.

### Saison 5
- Fin du printemps 2005 : Jason est tué lors de la pluie de météorites. Lana tue Genevieve Teague. Lionel est dans un état catatonique après avoir été exposé au Cristal de l'Eau. Clark unit les pierres de pouvoir dans les grottes Kawatche, et l'emmène directement au pôle Nord afin de créer la Forteresse de Solitude. Il révèle à Chloé sa véritable origine, un vaisseau fait son apparition et deux Kryptoniens cherchent Kal-el en détruisant tout sur leur passage. Jor-El enlève à Clark ses pouvoirs ; Clark et Lana commencent une relation. Quelque chose sort du vaisseau, il s'agit en fait de Brainiac.
- Été 2005 : Clark et Lana continuent leurs relation et perdent leur virginité. Lionel reste catatonique, et est placé à Belle Reve. Lex et Clark deviennent ennemis.
- Automne 2005: les pouvoirs de Clark sont rétablis après avoir été tué et Lionel ressort de son état. Clark commence sa première année à l'université « Central Kansas A & M » et rencontre le professeur Milton Fine. Chloé et Lana vont à l'université de Métropolis « Metropolis University ». Lois emménage au Talon. Martha a une mystérieuse maladie et la personne qui la lui a infligée est le professeur Milton Fine qui se révèle être Brainiac. Clark le détruit dans la Forteresse de Solitude mais est-il vraiment mort?.
- 26 janvier 2006 : Jonathan Kent meurt d'une crise cardiaque à cause de Lionel Luthor.
- Printemps 2006 : Clark et Lana font une pause dans leur relation. La relation entre Lana et Lex commence à se former. Lionel découvre les pouvoirs de Clark mais il ne le révèle à personne jusqu'à ce que Martha découvre qu'il est au courant. Clark menace Lionel de ne plus approcher Martha car il n'a pas totalement confiance en lui.
- mai 2006 : Brainiac fabrique un virus informatique mortel ce qui provoque le jeudi noir. Le Général Zod possède Lex, Clark est emprisonné dans la Zone Fantôme et rencontre Raya. Chloé retrouve Jimmy Olsen. Clark finit par s'échapper de la Zone Fantôme avec l'aide de Raya mais plusieurs fantômes s'échappent avec lui. Clark affronte Zod avec le Cristal d'El qu'il a reçu par Raya dans la zone fantôme. Le courant est rétabli sur la Terre. Tout en jouant au basketball, un jeune homme du nom de Lamar devient la cible d'un fantôme qui s'est échappé du nom de Baern. Après avoir tué son ami, il vise à trouver Clark pour se venger de son père.

### Saison 6
- Été 2006 : Clark tombe malade et reçoit un nouveau pouvoir : le super-souffle et l'utilise pour sauver Lex de ses ravisseurs. Oliver Queen déménage à Metropolis. Lana emménage chez Lex.
- octobre 2006 : Lex et Lana deviennent un couple et vivent ensemble.
- Fin octobre 2006 : Lois et Oliver commencent leur relation et Clark découvre qu'Oliver est "Green Arrow" (L'archer vert).

- novembre 2006 : Raya s'est échappé de la Zone Fantôme et retrouve Clark ; ensemble, ils se battent contre Baern mais Raya se fait tuer. Lana découvre qu'elle est enceinte et Lex lui demande de l'épouser.
- Hiver 2006-2007 : Oliver Queen organise la première version de la future Ligue des Justiciers (composée de Cyborg alias Victor Stone, Aquaman alias Arthur Curry, Green Arrow alias Oliver Queen et Impulse (Flash en VF alias Bart Allen). Ensemble, ils détruisent la base 33.1 de Metropolis et quittent la ville pour détruire les autres bases réparti sur la planète. Chloé est enlevée car elle est, d'après Lex, infectée par les météorites.
- 24 février 2007 : Lana découvre les pouvoirs de Clark et est mise en demeure par Lionel Luthor de se marier avec Lex, sinon il tue Clark. Lana et Lex se marient donc. Lana fait une fausse couche une semaine plus tard et apprend que c'est Lex le responsable, elle est forcée à travailler pour Lionel.
- Printemps 2007 : Moira Sullivan ressort de son état de coma permanent pendant 24 heures pour une durée de vie courte et se réunit avec sa fille, Chloé qui découvre qu'elle a été dans un état de coma permanent à cause de Lex. Le pouvoir de Chloé est révélé, Lana décide de quitter Lex mais apparemment elle meurt dans une explosion de voiture et Clark est confronté avec le dernier fantôme.

### Saison 7
- Automne 2007 : Chloé et Jimmy font une pause. Lex retrouve Lionel qui a été enlevé par Lana. Lois obtient un poste au Daily Planet, le Département de la sécurité du territoire découvrant le vaisseau de Kara s'en prend à elle.
- novembre 2007 : Kara perd la mémoire. Clark est emprisonné dans la forteresse de Jor-El.
- décembre 2007 : Bizarro revient et commence une relation avec Lana croyant que celui-ci était Clark. Lionel découvre que Grant Gabriel le nouveau rédacteur en chef du Daily Planet est en fait Julian Luthor son fils, étant tué bébé par sa femme, se révèle être un clone à la suite du projet Gemini de Lex, il finit par acheter le Daily Planet après l'avoir fait tuer.
- janvier, février 2008 : Clark revient. Lana tue Bizarro. Brainiac, Green Arrow, et Kara reviennent, et Black Canary se joint à la Ligue des Justiciers.
- mars 2008 : Pete Ross, l'ancien ami de Clark revient à Smallville et a des super pouvoirs pendant quelque temps, ayant un comportement très étrange Lex découvre ses pouvoirs et le torture.
- avril 2008 : Lana tombe dans un état comateux par Brainiac. Lionel Luthor est défenestré du haut du Luthorcorp Plaza par son fils, Lex. Chloé est licenciée du Daily Planet.
- juin 2008 : Kara est piégée dans la Zone Fantôme par Brainiac avant de retourner sur Terre. Clark tue Brainiac qui a pris l'apparence de Kara, Lana se réveille de son coma et se fait enlever par Tess Mercer, bras droit de Lex. Jimmy demande à Chloé de l'épouser juste avant qu'elle soit arrêtée par des agents de la C.I.A. (qui s'avèreront être en fait des hommes de Lex). Lex apprend le secret de Clark et détruit la forteresse qui s'effondre sur eux.

### Saison 8
- Fin de l'été 2008 : Chloé est retenue prisonnière à Black Creek, la toute dernière base 33.1 de Lex, dans le Montana, où elle est manipulée dans le but de capturer la Ligue de justice d'Amérique. Clark est en Russie, sans pouvoirs et est exploité dans un camp de travail. Tess Mercer annonce qu'elle est l'héritière de Lex, qui a disparu en arctique et qu'elle fera tout pour le retrouver. Clark, retrouvé par Oliver et qui a récupéré ses pouvoirs grâce à Martian Manhunter, travaillent désormais au Daily Planet aux côtés de Loïs Lane.

- Début automne 2008 : Chloé rencontre Davis Bloom et rouvre la Fondation Isis que Lana avait créé. Oliver est empoisonné par un ancien ennemi, Marcos, qui lui-même se fait tuer par Tess. Maxima est à la recherche de Clark sur Terre. Chloé et Jimmy sont enlevés par un psychopathe. Lois montre ses sentiments pour Clark.

- Fin automne 2008 : Davis a des trous de mémoire qui sont de plus en plus fréquents, il tue Marie Pierson et bien d'autres personnes au Club des Aces. Martian Manhunter, qui n'a plus de pouvoir, est devenu détective à Metropolis. Jimmy et Davis sont attaqués par Randy Klein. Jimmy prend une photo floue de Clark en train de sauver Lois. Clark pense à une identité pour protéger son secret.

- novembre 2008 : Clark et Lois sont pris au piège dans la Zone Fantôme et trouvent Kara. Faora est libérée sur Terre et Davis découvre ses origines. La Forteresse de Solitude est restaurée. Brainiac revient, corrompt la forteresse et fait oublier des souvenirs à Chloé. Jimmy et Chloé se marient, Lana Lang revient à Smallville. Davis enlève Chloé et l'emmène à la Forteresse de Solitude. Brainiac prend possession du corps de Chloé. Lois va à Star City avec Jimmy qui a été gravement blessé par Doomsday. La Légion arrive du 31e siècle et libère Chloé de Brainiac. Davis s'échappe de la Forteresse.

- Hiver 2008-début 2009 : Lana rencontre Tess et révèle la trahison de Lex à celle-ci. John Jones est blessé. Lana vole le costume du projet Prométhée, ce qui force Lex de sortir de la clandestinité. Lex engage Winslow Schott pour l'aider à se venger, mais Oliver tue Lex dans une explosion.

- janvier 2009 : Linda Lake, Lois et Jimmy sont de retour à Metropolis. Jimmy et Chloé se séparent peu après. Pendant ce temps, Davis commence à tuer en commençant par Linda Lake afin de dompter la bête qui est en lui.

- Début 2009 : Chloé fête son anniversaire et devient Lois pour une journée. Zatanna arrive à Metropolis. Davis se rapproche de Chloé, lui demandant finalement de rester près de lui pour empêcher ses transformations. Tess révèle ce qu'elle sait du secret de Clark grâce au journal de Lex Luthor.

- Printemps 2009 : Lois fait semblant d'être un super héros pour attirer le Red-Blue Blur pour une interview. Davis s'en va avec Chloé ce qui énerve Clark. Tess réunit son équipe de kryptomonstres pour les trouver, mais ils se retournent contre elle quand ils découvrent qu'elle a installé des puces explosives dans leurs têtes.

- Début septembre 2009 : Doomsday attaque Metropolis et Henry James "Jimmy" Olsen et Davis sont tous les deux tués. Kal-El raconte à Chloé que « Clark Kent est mort ». Zod renaît à la Maison Luthor via l'Orbe.

### Saison 9
- Fin septembre 2009 : Clark commence son entrainement avec Jor-El ; Lois revient du futur ; Chloé recommence son travail à la Tour de Contrôle et Oliver sombre dans l'alcool.
- 2009 : Arrivée des kryptoniens sur terre ; Clark et Loïs approfondissent leur relation.

### Saison 10
- mai 2010 : Clark tombe du toit d'un building poignardé par Zod avec de la kryptonite bleue. Zod quitte la terre à cause du livre de Rao. Lois découvre son secret et vivra avec Clark. Arrivée de Darkseid sur Terre.
- décembre 2010 : Clark sera envoyé dans une dimension parallèle où Lionel Luthor est toujours en vie, possédant une nature plus maléfique que le vrai, alors que le double de Clark arrive sur terre et affronte Oliver, Lois et Tess. Clark réussira à revenir sur Terre en renvoyant son double dans le monde parallèle, mais Lionel Luthor le suit. Clark demande Lois en mariage, puis Hawkman se sacrifie pour sauver Lois et la Ligue des Justiciers d'Amérique se fera capturer à ses obsèques.
- avril 2011 : Clark avec Oliver retournera dans la Zone Fantôme et retrouveront Zod qui fut exilé par les Kandoriens à la suite des meurtres de Faora, mais le fantôme et le clone de Zod auront fusionner et celui-ci aura fait allégeance à Darkseid. Clark et Oliver réussiront à le vaincre et Zod sera exilé dans l'espace.
- mai 2011 : Kara décide de partir dans le XXXIe siècle afin que Clark accomplisse son Destin. Clark affronte ses dernières épreuves et devient le héros de Metropolis : Superman. Pendant que Lex Luthor est ressuscité par son père Lionel Luthor et Darkseid. Tess Mercer est tuée.